# 装甲擲弾兵師団「フェルトヘルンハレ」

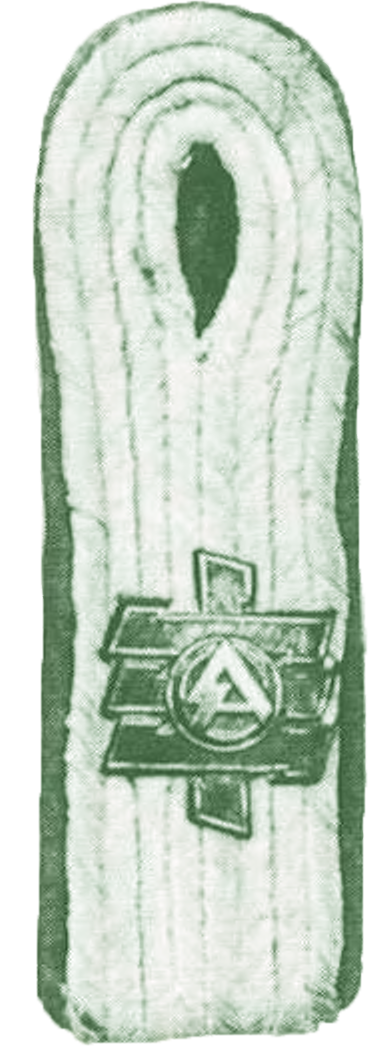
肩章用モノグラム（写真は少尉）

装甲擲弾兵師団「フェルトヘルンハレ」（独: Panzer-Grenadier-Division Feldherrnhalle）は、ドイツ国防軍陸軍の師団。
1943年6月20日、スターリングラードの戦いで壊滅した第60歩兵師団（60. Infanterie-Division）を再編して南フランスで編成された。新兵の多くは、元突撃隊（SA）員であり、国内に配置された突撃隊の12のシュトゥルムバン（Sturmbanne）の1つで訓練を受けていた。因みに、「フェルトヘルンハレ（Feldherrnhalle）」の名は、それまで第271歩兵連隊、及び同連隊の第3大隊で用いられていた。

## 編成
師団の歩兵連隊である、装甲擲弾兵連隊「フェルトヘルンハレ」（Grenadier-Regiment "Feldherrnhalle"）」は、1942年10月15日、第93歩兵師団に属する、第271歩兵連隊「フェルトヘルンハレ」の改名により創設され、1943年7月に師団に配備された。1944年12月1日、同名の装甲擲弾兵連隊が編成されたので「第1『フェルトヘルンハレ』装甲擲弾兵連隊（Panzergrenadier-Regiment Feldherrnhalle 1）」と改名された。
師団発足時には、ニームからモンペリエ地域の警備を担っており1943年9月初旬には、第8イタリア軍（en）の武装解除に参加した。1943年10月末、師団は北フランスのアラス、デュラン（Doullens）地域へ渡り、12月からは東部戦線に移動し第3装甲軍の下、ビテプスク地区での防衛戦に参加している。  師団は1944年7月にミンスクで壊滅する。 1944年9月1日、再編され、その後ハンガリーのデブレツェンで活動した。

## 装甲師団「フェルトヘルンハレ」
1944年11月27日、師団は装甲師団「フェルトヘルンハレ」（Panzer-Division Feldherrnhalle）に改称された。
1945年2月、ブダペストにおける戦闘で再び壊滅し第1「フェルトヘルンハレ」装甲師団（Panzer-Division Feldherrnhalle 1）として再び編成されている。その後、1945年5月、ブロド（Havlíčkův Brod）においてソビエト赤軍に降伏した。

## 戦闘序列

### 装甲擲弾兵師団「フェルトヘルンハレ」
- 擲弾兵連隊「フェルトヘルンハレ （Grenadier-Regiment Feldherrnhalle）
- 軽歩兵連隊「フェルトヘルンハレ」（Füsilier-Regiment Feldherrnhalle）
- 装甲大隊「フェルトヘルンハレ」（Panzer-Abteilung Feldherrnhalle）
- 装甲偵察大隊「フェルトヘルンハレ」（Panzer-Aufklärungs-Abteilung Feldherrnhalle）
- 砲兵連隊「フェルトヘルンハレ」（Artillerie-Regiment Feldherrnhalle）
- 陸軍高射砲大隊「フェルトヘルンハレ」（Heeres-Flak-Artillerie-Abteilung Feldherrnhalle）
- 野戦補充大隊「フェルトヘルンハレ」（Feldersatz-Bataillon Feldherrnhalle）
- 工兵大隊「フェルトヘルンハレ」（Pionier-Bataillon Feldherrnhalle）
- 自動車化通信大隊「フェルトヘルンハレ」（Nachrichten-Abteilung (mot.) Feldherrnhalle）
- 師団輸送司令部「フェルトヘルンハレ」（Kommandeur der Divisions-Nachschubtruppen Feldherrnhalle）

### 装甲師団「フェルトヘルンハレ」
- 装甲連隊「フェルトヘルンハレ 1」（Panzer-Regiment "Feldherrnhalle 1"）
- 装甲擲弾兵連隊「フェルトヘルンハレ 1」（Panzer-Grenadier-Regiment "Feldherrnhalle 1"）
- 装甲砲兵連隊「フェルトヘルンハレ 1」（Panzer-Artillerie-Regiment "Feldherrnhalle 1"）
- 偵察大隊「フェルトヘルンハレ 1」（Aufklärungs-Abteilung "Feldherrnhalle 1"）
- 陸軍高射砲大隊「フェルトヘルンハレ 1」（Heeres-Flak-Artillerie-Abteilung "Feldherrnhalle 1"）
- 対戦車猟兵大隊「フェルトヘルンハレ 1」（Panzerjäger-Abteilung "Feldherrnhalle 1"）
- 装甲工兵大隊「フェルトヘルンハレ 1」（Panzer-Pionier-Bataillon "Feldherrnhalle 1"）
- 装甲通信中隊「フェルトヘルンハレ 1」（Panzer-Nachrichten-Kompanie "Feldherrnhalle 1"）
- 装甲補給部隊（Panzer-Versorgungstruppen）

## 栄典
| 勲章         | 授与数 |
| ------------ | ------ |
| ドイツ十字章 | 16     |
| 騎士鉄十字章 | 4      |
| 陸軍名誉鑑章 | 3      |